# Samuel Moreno
Samuel Gustavo Moreno Rojas (Miami, 11 de febrero de 1960-Bogotá, 10 de febrero de 2023) fue un abogado, político colomboestadounidense, miembro del partido Polo Democrático Alternativo.
Nació en Miami durante el exilio de sus padres y de su abuelo, el general y expresidente Gustavo Rojas Pinilla. Después de pasar varios periodos como senador de la República, fue elegido alcalde de Bogotá como candidato del Polo Democrático Alternativo para el periodo 2008-2011. El 3 de mayo de 2011 la procuraduría lo suspendió por un lapso de 3 meses por investigaciones en el escándalo de la contratación de obras públicas de la ciudad de Bogotá.  A causa de estos hechos, en septiembre de 2011 fue expulsado del Polo Democrático Alternativo y detenido por orden de un juez de la República, al considerarlo responsable de irregularidades referentes a la contratación pública.
El día 8 de marzo de 2016 recibió su primera condena por interés indebido en contratos y cohecho. El 25 de enero de 2017 fue condenado a 19 años de cárcel por su participación en el Carrusel de la contratación.

## Biografía
Abogado y economista, obtuvo varios títulos de especialización en administración en las universidades Javeriana, del Rosario y de los Andes, y un máster en Administración Pública en la Universidad de Harvard. A la par con su carrera profesional se vinculó desde 1982 a la ANAPO, el partido político fundado por su abuelo y liderado por su madre.
Samuel fue ascendiendo como coordinador de juventudes (1982-1985), coordinador distrital de Bogotá (1985-1987) y coordinador nacional (1987-2003); así mismo fue jefe de debate por su partido en las campañas de los liberales Virgilio Barco (1986) y César Gaviria (1990) a la Presidencia de la República y en la infructuosa campaña de su madre a la alcaldía de Bogotá en 1988. En 1991 es elegido Senador, siendo reelecto en 1994, 1998 y 2002. El 22 de noviembre del 2000 participó en los diálogos de paz entre el gobierno del presidente Andrés Pastrana y la guerrilla de las FARC. Fue firmante del Acuerdo del 'Frente común por la Paz'.
Se consolida como una figura política nacional y tras las elecciones de 2002 adhiere al Polo Democrático Independiente (PDI), el partido de unidad de movimientos de izquierda progresista. En 2003 la ANAPO se funde en el nuevo partido y Moreno resulta siendo su presidente. En 2005 es derrotado por Antonio Navarro en el congreso del Polo cuando buscaba el respaldo para ser candidato presidencial pero continuó siendo presidente del PDI. En dicho cargo sería el encargado de atraer a los sectores de la izquierda que formaban la coalición Alternativa Democtrática y así conformaron el Polo Democrático Alternativo (PDA) en 2006, dicho movimiento impulsaría la candidatura presidencial de Carlos Gaviria Díaz en las elecciones de 2006 después de que este derrotara a Antonio Navarro en consulta popular. Para entonces Moreno toma la decisión de no aspirar a un cuarto periodo senatorial para buscar la Alcaldía de Bogotá en las elecciones de 2007.

### Candidato a la alcaldía de Bogotá (2007)
El 8 de julio de 2007 Moreno fue elegido como el candidato único del Polo Democrático Alternativo en consulta interna realizada entre los ciudadanos afiliados al partido, para aspirar a suceder a Luis Eduardo Garzón en la Alcaldía de Bogotá. En dicha consulta derrotó a María Emma Mejía a quien las encuestas favorecían. Como precandidato Moreno Rojas fue respaldado por Jorge Robledo, Jaime Dussán entre otros, mientras que María Emma fue respaldada por Gustavo Petro y Antonio Navarro. Luego de salir elegido fue apoyado por la totalidad del partido y a él se sumaron otros grupos de ciudadanos como las juventudes liberales.
Tras la consulta su posición en los sondeos de opinión mejoró notablemente, llegando a ubicarse en empate técnico junto al exalcalde Enrique Peñalosa desde el mes de agosto. Durante septiembre y octubre consiguió convertirse en el líder de las encuestas y recibió el respaldo, entre otros, de un número muy significativo de líderes del Partido Liberal, que oficialmente respaldaba a Peñalosa; todos los sondeos apuntaban a su victoria en las elecciones del 28 de octubre.

#### Polémica y debate electoral
El día 22 de octubre de 2007 en un debate público transmitido por Caracol Televisión el exalcalde de Bogotá, Antanas Mockus, invitado como panelista hizo la siguiente pregunta: "Si comprando 50 votos podría salvar a la ciudad de alguien que ha comprado 50 mil, ¿lo haría?", Moreno respondió: "Sí, no lo dudo." Sus rivales políticos lo acusaron de falta de ética, mientras Moreno aduce a que se confundió con la pregunta y se enfocó en la condición de "salvar a la ciudad". El periódico El Tiempo fue señalado por el candidato de falta de neutralidad en el manejo de la información. Este diario ya había manifestado abiertamente su respaldo a la campaña de Peñalosa en una nota editorial.
Su respuesta en este debate, así como las declaraciones que salieron a la luz cuatro días antes de las elecciones y que Moreno dio en 1995 acerca de las vías de hecho, generaron polémicas y controversias, estas últimas declaraciones según el partido político Polo Democrático Alternativo se presentaron fragmentadas descontextualizadas y manipuladas con el fin de generar una campaña de desprestigio en contra del candidato Moreno Rojas. 
La cadena radial La FM de RCN, que difundió la grabación en el programa conducido por la periodista Vicky Dávila, admitió que no cuenta con la entrevista original completa. El partido consideró por tanto que dichos hechos eran una abierta y clara propaganda sucia para evitar el triunfo de Moreno quien punteaba en las encuestas.
Estos hechos tuvieron lugar una semana antes de las elecciones, marcadas por un fuerte uso de propaganda negra, de la cual salió perjudicado hasta el candidato de la contraparte Enrique Peñalosa, ya que se difundió el contenido de un libro publicado hace algunos años, en el que el exalcalde supuestamente avalaba la distribución de tierras por intervención de la guerrilla. Incluso el entonces presidente de la República Álvaro Uribe Vélez estuvo involucrado en esta campaña de propaganda negra, pues este, a pesar de no poder participar en política según la constitución y las leyes, dijo que Bogotá se equivocaría si vota por un alcalde "apoyado por la guerrilla y que compra votos", haciendo referencia a la nota aparecida en la página de Anncol, que reproducía un informe del Semanario Voz y por la respuesta en el debate del Canal Caracol.
Según algunos analistas la intervención del presidente y algunos medios de comunicación en contra de Moreno terminaron causando el efecto contrario ya que al parecer, como lo reseñó el diario El Tiempo: "la insistencia de algunos medios de comunicación y del presidente Álvaro Uribe de hacer ver a Moreno como un comprador de votos y promotor de vías de hecho fastidió a los bogotanos, quienes pensaron que las críticas eran exageradas y con claros fines políticos". El día 28 de octubre resultó ser el ganador de las elecciones en Bogotá sobre Enrique Peñalosa y William Vinasco.

#### Propuestas
Las principales propuestas de la campaña de Moreno Rojas se concentraron principalmente en la inversión social, la continuación de la política alimenticia Bogotá Sin Hambre, la construcción del Metro de Bogotá y la integración del transporte público, el fortalecimiento de la Universidad Distrital Francisco José de Caldas, la creación de una política ambiental y la creación del plan de desarrollo Bogotá positiva.

#### Debate sobre el metro
Una de las principales propuestas de campaña de Samuel Moreno, era que en la capital de la República se empezara a construir la primera línea del Metro de Bogotá en 2010. Esta propuesta fue criticada por la supuesta inviabilidad económica. Sin embargo Moreno afirmó que con una buena gestión el proyecto sería viable.
En el debate del 25 de octubre para la casa editorial El Tiempo, siendo candidato afirmó: "hace 50 años, cuando mi abuelo (el general Gustavo Rojas Pinilla) propuso construir el Aeropuerto Internacional El Dorado lo tildaron de loco, dijeron que no había cómo pagarlo y que la ciudad iba a quedar endeudada. Y hoy ya estamos hablando de que se quedó chiquito. Es lo mismo que me están diciendo a mí con el tema del metro".

### Alcalde de Bogotá (2008-2011)
En las elecciones cumplidas el 28 de octubre de 2007 Samuel Moreno Rojas, fue elegido como alcalde de Bogotá con un triunfo electoral con más del 43% del respaldo electoral de los bogotanos, para el periodo entre los años 2008-2011. Moreno Rojas obtuvo más de 300.000 votos (15%) de ventaja sobre el exalcalde Enrique Peñalosa, para un total de 915.769 votos, convirtiéndose así en la votación más alta en la historia de Bogotá, superando incluso en cerca de 200.000 votos a su copartidario y saliente alcalde Luis Eduardo Garzón quien en 2004 logró también una votación histórica. Moreno se posesionó el 1 de enero del 2008.

#### Obras de gobierno

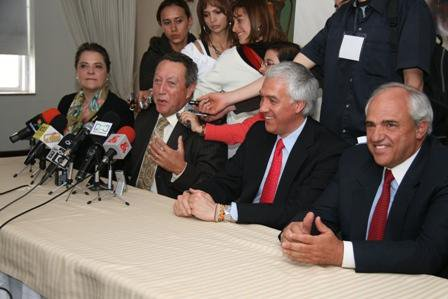
Clara López, Moreno y el expresidente de Colombia, Ernesto Samper, 2012.

La política social fue la principal preocupación de su gobierno y así lo demuestran las cifras de pobreza en la capital durante el cuatrienio 2008-2011, en el que se pasó de 538.500 a 279.000 hogares pobres en la ciudad.
Durante su periodo como alcalde decretó la plena gratuidad de la educación primaria y secundaria en todos los colegios públicos del Distrito; con esta medida se beneficiaban más de un millón de niños, niñas y jóvenes, aunque la educación pública básica no fuera competente. También se construyeron, bajo su gobierno, cuatro nuevos colegios, se terminaron catorce empezados por la administración de Luis Eduardo Garzón y se mejoraron 120. Igualmente se construyeron más de 60 mil viviendas que redujeron el déficit que traía la ciudad.
Asimismo, bajo su administración se adelantaron las labores de remodelación del Estadio El Campín con miras a la realización del Mundial de Fútbol Sub-20 de 2011 que se jugó en Colombia. Se dio inicio a la construcción de la Fase III de TransMilenio que se ha caracterizado por los atrasos en las obras y las presuntas irregularidades en la contratación.
En estudios para la construcción del Metro se invirtieron cerca de 20 mil millones de pesos y se esperaba que su construcción iniciara en 2011, pero debido a dudas técnicas el proyecto fue aplazado.

#### Escándalo de contratación
Su gobierno se caracterizó por una baja popularidad y algunos escándalos y polémicas. En 2010 se defendió de las acusaciones adelantadas por Gustavo Petro en el seno del Polo Democrático desde 2009, señalando en una carta de febrero de ese año que "como ciudadano y candidato a la Alcaldía Mayor de Bogotá (ha) mantenido un férreo compromiso de luchar contra la corrupción administrativa, flagelo que amenaza no solo la estabilidad de los gobiernos, sino también la democracia y el bienestar de las personas en el Estado Social de Derecho".
Desde el 25 de junio de 2010 su administración se vio acompañada por el escándalo del carrusel de la contratación, en el marco del cual es investigado por la Procuraduría General de la Nación por sospechas en irregularidades en la contratación pública y corrupción en la construcción en la Fase III del sistema de transporte masivo TransMilenio. En noviembre de ese año Moreno presentó su defensa, compuesta por 18.000 folios provenientes de las diferentes secretarías y entidades que conforman el Gobierno de la ciudad. Su defensa también ha expresado que "El alcalde nunca habló con los integrantes del Grupo Nule ni con el ex representante a la Cámara, Germán Olano, sobre asuntos de contratación", y que el procurador general de la Nación, Alejandro Ordóñez Maldonado, debe declararse impedido por prejuzgamiento.

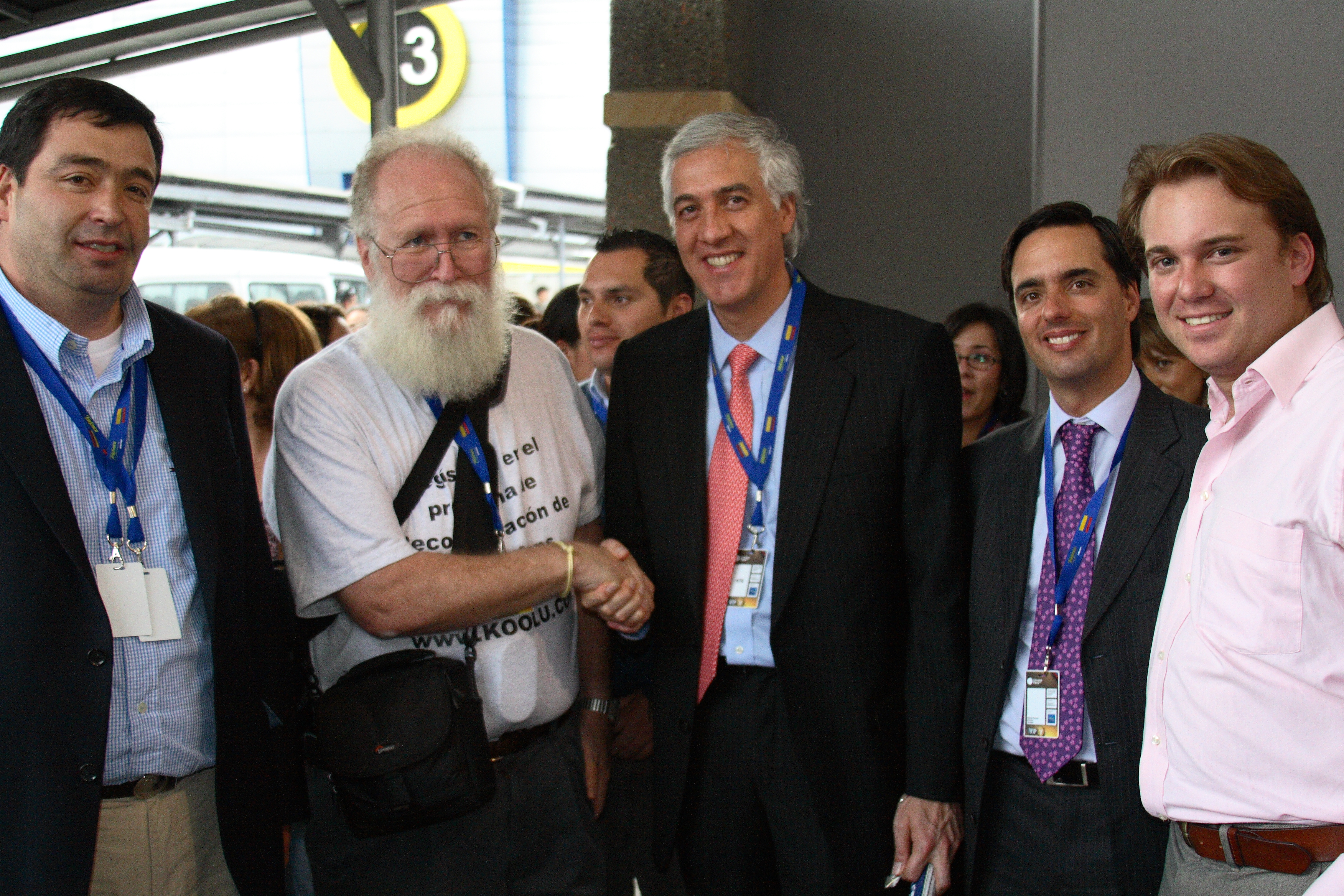
Moreno Rojas y el presidente de Linux, Jon Hall "Maddog" visitan la Campus Party y el área de Inclusión digital, 2008.

El 28 de abril de 2011, su hermano el senador Iván Moreno Rojas fue capturado por la Fiscalía sindicado de concusión, cohecho y celebración de contratos sin cumplir con los requisitos necesarios. El 29 de abril la Procuraduría le abrió indagación preliminar por falencias en el estudio del Metro de Bogotá. El 3 de mayo la misma entidad le dictó pliego de cargos, suspendiéndolo también de manera preventiva de su cargo como alcalde mayor de Bogotá por tres meses. Un día después de que los organismo de control estatal tomaran las primeras decisiones contra Moreno, la Comisión de Ética del PDA también decidió suspender su militancia mientras avanzaban las investigaciones, asimismo el partido solicitó su renuncia al cargo de alcalde mayor.
El 20 de septiembre de 2011, la comisión de ética de su partido, el Polo Democrático Alternativo, anunció públicamente su expulsión definitiva. Tras el anuncio la comisión de ética suscribió: "todo miembro del Partido que participe en la administración pública, deberá dar ejemplo de rectitud, honradez, transparencia e idoneidad, en el marco de la Constitución Nacional, las leyes, los Estatutos y fines del Partido". El 23 de septiembre del mismo año, fue detenido como medida preventiva por un juez que aceptó la imputación de cargos expuesta por la Fiscalía General de la Nación, tras lo cual fue transferido a la Escuela de Carabineros en los cerros Orientales de la ciudad, una entidad adscrita a la cárcel La Picota.
En 2016 el Juez Penal 14 de Bogotá encontró al alcalde culpable de haberse apropiado de 2.790 millones de pesos de los recursos de la salud de la ciudad, al recibir comisiones por el contrato de las ambulancias para el distrito el cual costó 64.000 millones de pesos. El juez adujo que “La voluntad e inconsciencia con la que actuó, siendo funcionario y más siendo alcalde, desequilibraron las arcas del erario”. Por haber sido encontrado culpable de los delitos de celebración indebida de contratos y cohecho el Exalcalde podría enfrentar entre 17 y 24 años de prisión. A pesar de haber recibido acusaciones a causa del escándalo, y de que sea culpable de este mismo, se ha dado a conocer un vídeo en Internet el 28 de abril de 2016, donde se encuentra al exalcalde en una zona de Bogotá sin esposas y con traje formal, lo cual ha hecho mucha polémica al respecto.

### Muerte
El 9 de febrero de 2023, Samuel Moreno Rojas fue ingresado en el Hospital Militar de Bogotá tras desmayarse en su celda en la Escuela de Carabineros de la Policía Nacional, donde se encontraba detenido purgando su condena por los delitos de cohecho propio y por interés indebido en la celebración de contratos en que incurrió cuando era alcalde de la ciudad.
Moreno falleció las 6:30 de la tarde del 10 de febrero, a los 62 años de edad, un día antes de su cumpleaños. El Hospital Militar informó que Samuel Moreno Rojas "presentó un shock refractario hasta presentar parada cardiaca. El comunicado del Hospital también mencionó que el exmandatario se encontraba acompañado de su familia.

## Familia

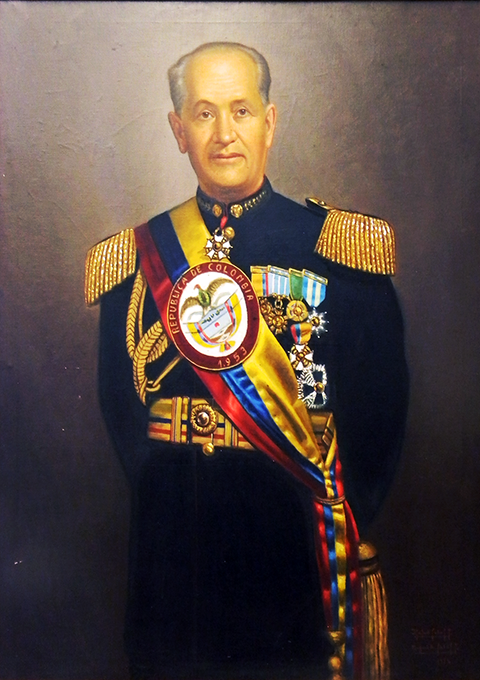
Su abuelo materno, el expresidente Gustavo Rojas Pinilla.

Samuel Moreno Rojas era miembro de la emergente aristocracia bogotana, siendo sus padres el abogado, político y empresario Samuel Moreno Díaz, y su madre, la política y ex oficial de la policía, María Eugenia Rojas Correa, siendo su único hermano el médico y político Iván Moreno Rojas.
Su padre era miembro del Partido Conservador Colombiano y discípulo del influyente abogado Gilberto Alzate Avendaño, líder de una de las vertientes radicales del partido conocida como alzatismo. De hecho se dice que fue por consejo de Alzate, que Moreno conquistó y se casó con la hija del general Gustavo Rojas Pinilla y Carola Correa Londoño, quien era en ese momento presidente de facto de Colombia. Su primo segundo era el escritor español Carlos Rojas Vila y otro de sus primos es el banquero Julio Rojas Sarmiento.
Sus tíos maternos eran Gustavo y Carlos Rojas Correa. Carlos se casó con una de las hijas del general Jaime Polanía Puyo.

### Matrimonio y descendencia
Casado con Cristina González fue padre de Mateo y Samuel Moreno González.